# 9ff GT9
La 9ff GT9 est une supercar construite par 9ff sur une base de Porsche 911 GT3 R (type 997). Elle est capable d'atteindre une vitesse maximum de 408 km/h.

## GT9-R
La GT9-R est une alternative du modèle original puisqu'il reçoit ici un six cylindres à plat réalesé à 4 000 cm3 et développe maintenant 1 120 ch et 1 050 N m de couple. Elle est capable d'atteindre 414 km/h et elle abat le 0 a 100 km/h en 2,8 s.

## GT9-R Convertible
La GT9-R Convertible est un prototype en version décapotable du modèle GT9-R. La motorisation et les performances sont les mêmes que la GT9-R.

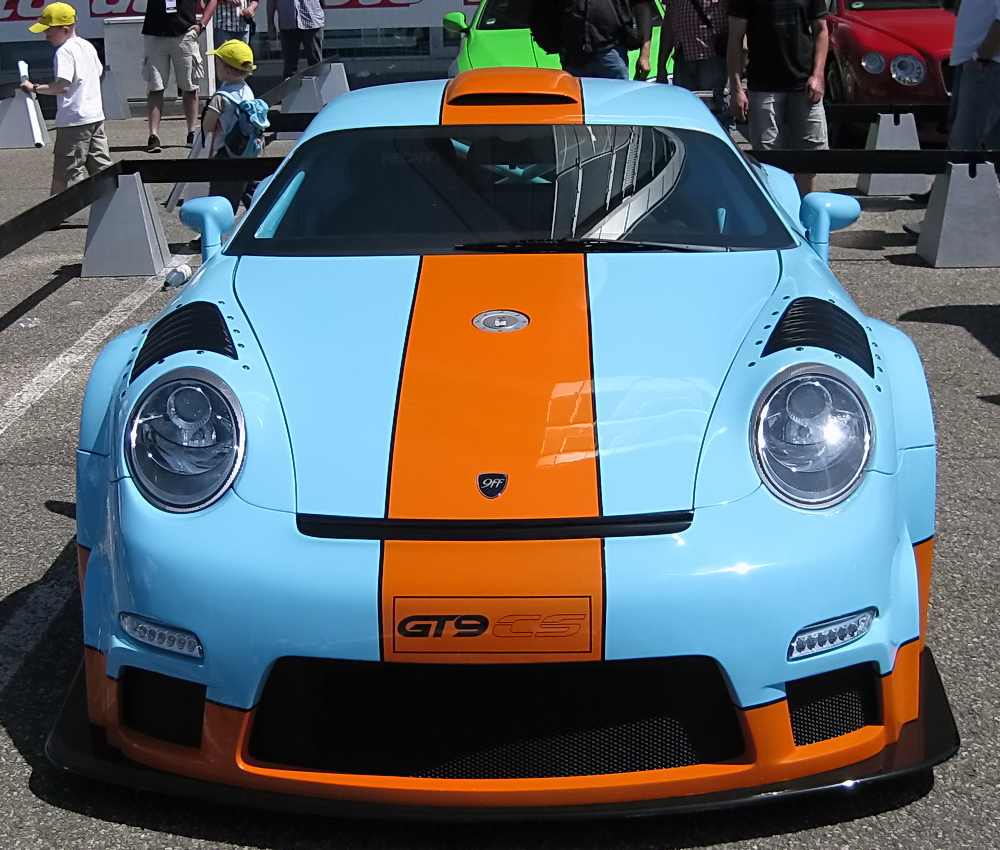
GT9 CS.

## GT9 CS
La GT9 CS (pour « Club Sport ») est une alternative du modèle original puisqu'il reçoit ici aussi le six cylindres à plat de 4 000 cm3 qui développe 1 120 ch et 1 050 N m de couple. Ce modèle a été construit à un seul exemplaire.

## Dans la culture populaire
La GT9 est disponible dans Asphalt Nitro. La GT9 VMAX est, quant à elle, disponible dans Asphalt 8: Airborne.
De plus, une GT9 est utilisée dans une course en ligne droite lors de l'épisode 6 de la saison de Top Gear.